# Barbacenia
Barbacenia Vand. – rodzaj wieloletnich, niskopączkowych, półkserofitycznych roślin z rodziny Velloziaceae, obejmujący 108 gatunków, występujących w Brazylii i Wenezueli.
Nazwa naukowa rodzaju została nadana na cześć M. Barbacena, gubernatora brazylijskiej prowincji Minas Gerais, z której sprowadzono do Europy wiele gatunków tych roślin.

## Morfologia
PokrójNiskie lub średnie suchorośla.
ŁodygaZdrewniała, włóknista, Zwykle prosta lub skąpo rozgałęziona dwuramiennie.
LiściePołożone w trzech pionowych rzędach na szczycie łodygi lub jej rozgałęzień. Blaszki liściowe równowąskie, grzbietobrzuszne, całobrzegie, rzadziej ząbkowane, z czasem odchylające się.
KwiatyPromieniste, obupłciowe, 6-pręcikowe, wyrastające wierzchołkowo na łodydze. Hypancjum dłuższe od zalążni i z nią zrośnięte. Okwiat sześciolistkowy. Listki okwiatu położone w dwóch okółkach, zrośnięte w rurkę. Koronowate wyrostki, szerokie, płaskie, zwykle dwuklapowe, wolne lub zrośnięte w rurkę. Pręciki o główkach siedzących na koronowatych wyrostkach. Zalążnia trójkomorowa, często spłaszczona wierzchołkowo. Szyjka słupka smukła, ale zgrubiała wierzchołkowo, przechodząca w 3 równowąskie lub okrągłe znamiona. W każdej komorze zalążni powstają dwa łożyska. Septalne miodniki położone są w ścianach zalążni.
OwoceTorebki zawierające liczne nasiona.

## Systematyka
Pozycja systematyczna według Angiosperm Phylogeny Website (aktualizowany system APG IV z 2016)Należy do podrodziny Vellozioideae, rodziny Velloziaceae, w rzędzie pandanowców (Pandanales)  zaliczanych do jednoliściennych (monocots).
Gatunki

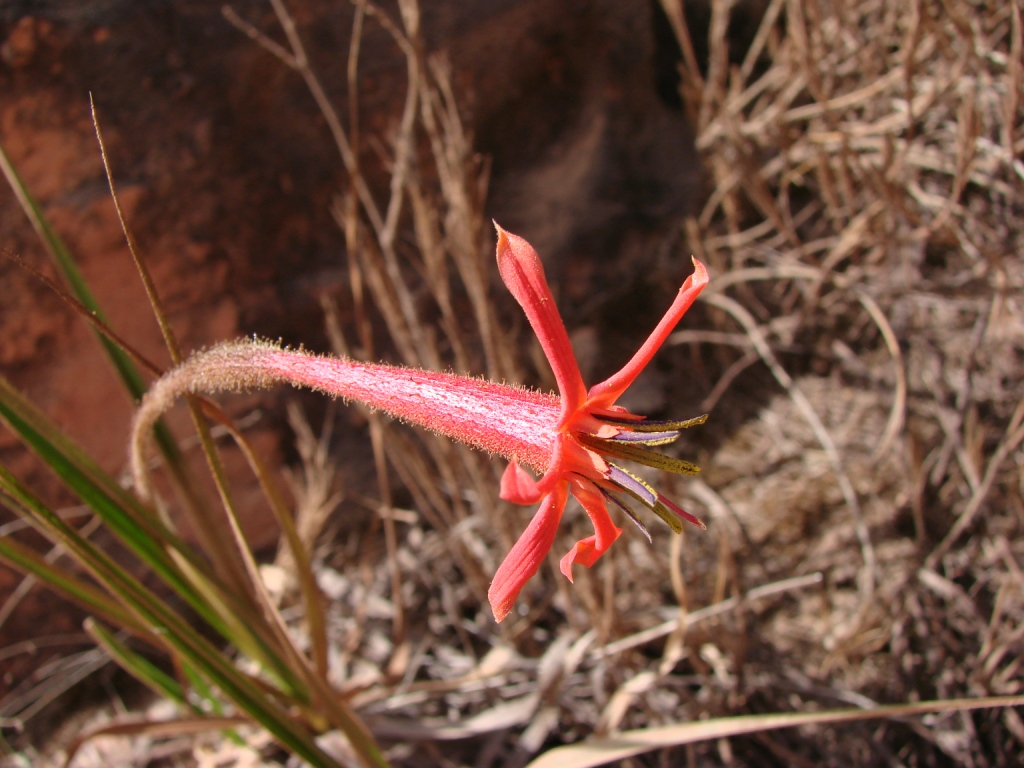
Barbacenia umbrosa

| - Barbacenia andersonii L.B.Sm. & Ayensu - Barbacenia aurea L.B.Sm. & Ayensu - Barbacenia bahiana L.B.Sm. - Barbacenia beauverdii Damazio - Barbacenia bishopii L.B.Sm. - Barbacenia blackii L.B.Sm. - Barbacenia blanchetii Goethart & Henrard - Barbacenia brachycalyx Goethart & Henrard - Barbacenia brasiliensis Willd. - Barbacenia brevifolia Taub. - Barbacenia burle-marxii L.B.Sm. & Ayensu - Barbacenia caricina Goethart & Henrard - Barbacenia celiae Maguire - Barbacenia chlorantha L.B.Sm. & Ayensu - Barbacenia coccinea Mart. ex Schult. & Schult.f. - Barbacenia conicostigma Goethart & Henrard - Barbacenia contasana L.B.Sm. & Ayensu - Barbacenia coronata Ravenna - Barbacenia culta L.B.Sm. & Ayensu - Barbacenia curviflora Goethart & Henrard - Barbacenia cuspidata Goethart & Henrard - Barbacenia cyananthera L.B.Sm. & Ayensu - Barbacenia cylindrica L.B.Sm. & Ayensu - Barbacenia damaziana Beauverd - Barbacenia delicatula L.B.Sm. & Ayensu - Barbacenia ensifolia Mart. ex Schult. & Schult.f. - Barbacenia exscapa Mart. - Barbacenia fanniae (N.L.Menezes) Mello-Silva - Barbacenia filamentifera L.B.Sm. & Ayensu - Barbacenia flava Mart. ex Schult. & Schult.f. - Barbacenia flavida Goethart & Henrard - Barbacenia foliosa Goethart & Henrard - Barbacenia fragrans Goethart & Henrard - Barbacenia fulva Goethart & Henrard - Barbacenia gardneri Seub. - Barbacenia gaveensis Goethart & Henrard - Barbacenia gentianoides Goethart & Henrard - Barbacenia glabra Goethart & Henrard - Barbacenia glauca Mart. ex Schult. & Schult.f. - Barbacenia glaziovii Goethart & Henrard - Barbacenia globata Goethart & Henrard - Barbacenia glutinosa Goethart & Henrard - Barbacenia goethartii Henrard - Barbacenia gounelleana Beauverd - Barbacenia graciliflora L.B.Sm. - Barbacenia graminifolia L.B.Sm. - Barbacenia grisea L.B.Sm. - Barbacenia hatschbachii L.B.Sm. & Ayensu - Barbacenia hilairei Goethart & Henrard - Barbacenia hirtiflora Goethart & Henrard - Barbacenia ignea Mart. ex Schult. & Schult.f. - Barbacenia inclinata Goethart & Henrard - Barbacenia involucrata L.B.Sm. - Barbacenia ionantha L.B.Sm. | - Barbacenia irwiniana L.B.Sm. - Barbacenia itabirensis Goethart & Henrard - Barbacenia latifolia L.B.Sm. & Ayensu - Barbacenia leucopoda L.B.Sm. - Barbacenia lilacina Goethart & Henrard - Barbacenia longiflora Mart. - Barbacenia longiscapa Goethart & Henrard - Barbacenia luzulifolia Mart. ex Schult. & Schult.f. - Barbacenia lymansmithii Mello-Silva & N.L.Menezes - Barbacenia macrantha Lem. - Barbacenia mantiqueirae Goethart & Henrard - Barbacenia markgrafii Schulze-Menz - Barbacenia minima L.B.Sm. & Ayensu - Barbacenia mollis Goethart & Henrard - Barbacenia monticola L.B.Sm. & Ayensu - Barbacenia nana L.B.Sm. & Ayensu - Barbacenia nanuzae L.B.Sm. & Ayensu - Barbacenia nigrimarginata L.B.Sm. - Barbacenia nuda L.B.Sm. & Ayensu - Barbacenia oxytepala Goethart & Henrard - Barbacenia pabstiana L.B.Sm. & Ayensu - Barbacenia pallida L.B.Sm. & Ayensu - Barbacenia paranaensis L.B.Sm. - Barbacenia plantaginea L.B.Sm. - Barbacenia polyantha Goethart & Henrard - Barbacenia pulverulenta L.B.Sm. & Ayensu - Barbacenia pungens (N.L.Menezes & Semir) Mello-Silva - Barbacenia purpurea Hook. - Barbacenia rectifolia L.B.Sm. & Ayensu - Barbacenia reflexa L.B.Sm. & Ayensu - Barbacenia regis L.B.Sm. - Barbacenia riedeliana Goethart & Henrard - Barbacenia riparia (N.L.Menezes & Mello-Silva) Mello-Silva - Barbacenia rodriguesii (N.L.Menezes & Semir) Mello-Silva - Barbacenia rubra L.B.Sm. - Barbacenia rubrovirens Mart. - Barbacenia salmonea L.B.Sm. & Ayensu - Barbacenia saxicola L.B.Sm. & Ayensu - Barbacenia schidigera Lem. - Barbacenia schwackei Goethart & Henrard - Barbacenia sellowii Goethart & Henrard - Barbacenia sessiliflora L.B.Sm. - Barbacenia seubertiana Goethart & Henrard - Barbacenia spectabilis L.B.Sm. & Ayensu - Barbacenia spiralis L.B.Sm. & Ayensu - Barbacenia squamata Herb. - Barbacenia stenophylla Goethart & Henrard - Barbacenia tomentosa Mart. - Barbacenia tricolor Mart. - Barbacenia trigona Goethart & Henrard - Barbacenia umbrosa L.B.Sm. & Ayensu - Barbacenia vandellii Pohl ex Seub. - Barbacenia viscosissima Goethart & Henrard - Barbacenia williamsii L.B.Sm. |